# International Karate +
International Karate + eller IK+ är ett datorspel om karate, släppt 1987 av System 3 till ZX Spectrum, Commodore 64 och Amstrad CPC. Konverteringar av spelet släpptes senare till Atari ST, Amiga och Amiga CD32. IK+ var det andra spelet i spelserien International Karate och är det mest kända karatespelet till Commodore 64. 2002 släppte Ignition IK+ till Game Boy Advance och Playstation.
Archer Maclean programmerade och utvecklade spelet, grafiken gjordes av Paul Docherty och musiken av Rob Hubbard.